# Hildachstraße 17 (München)

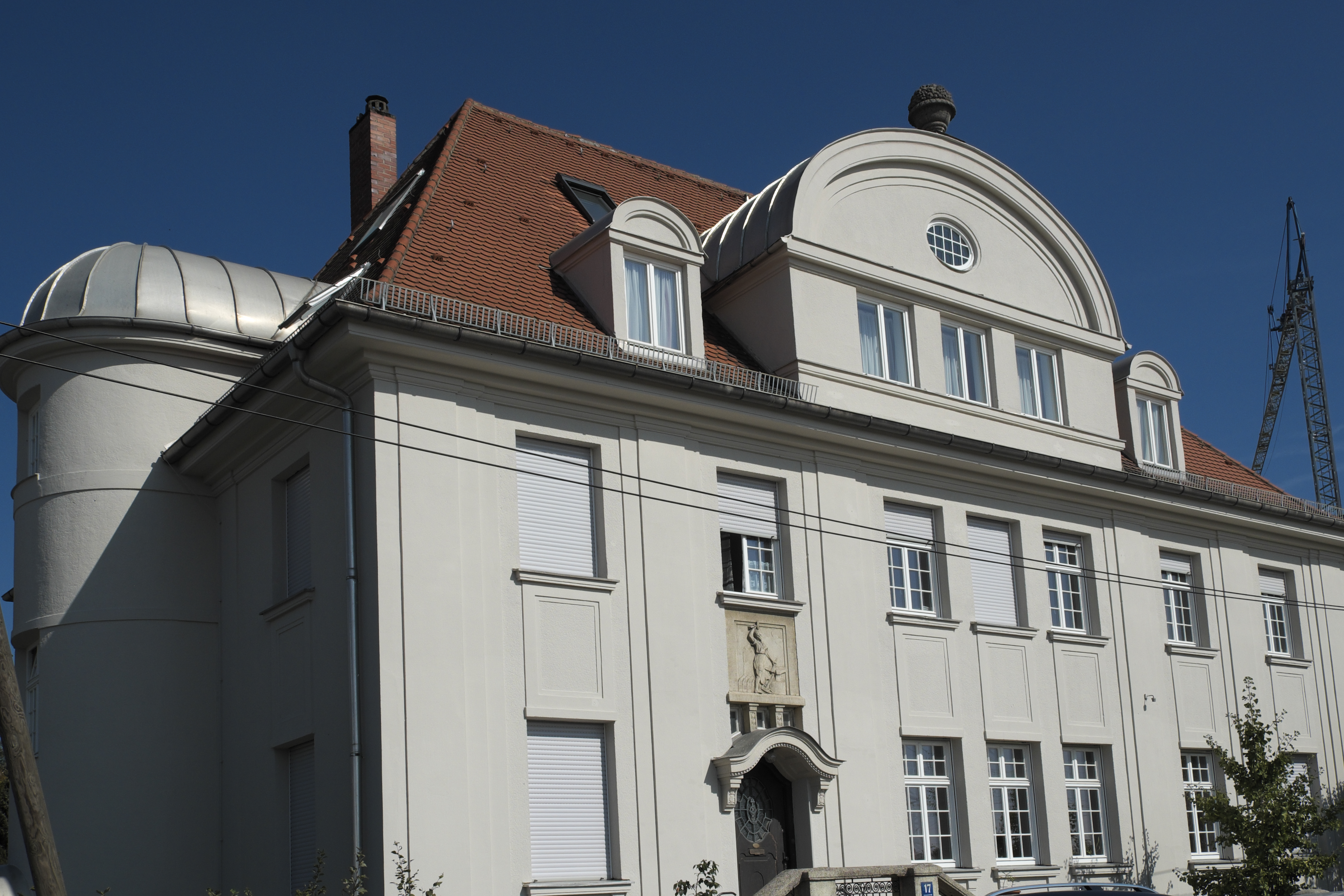
Haus Hildachstraße 17

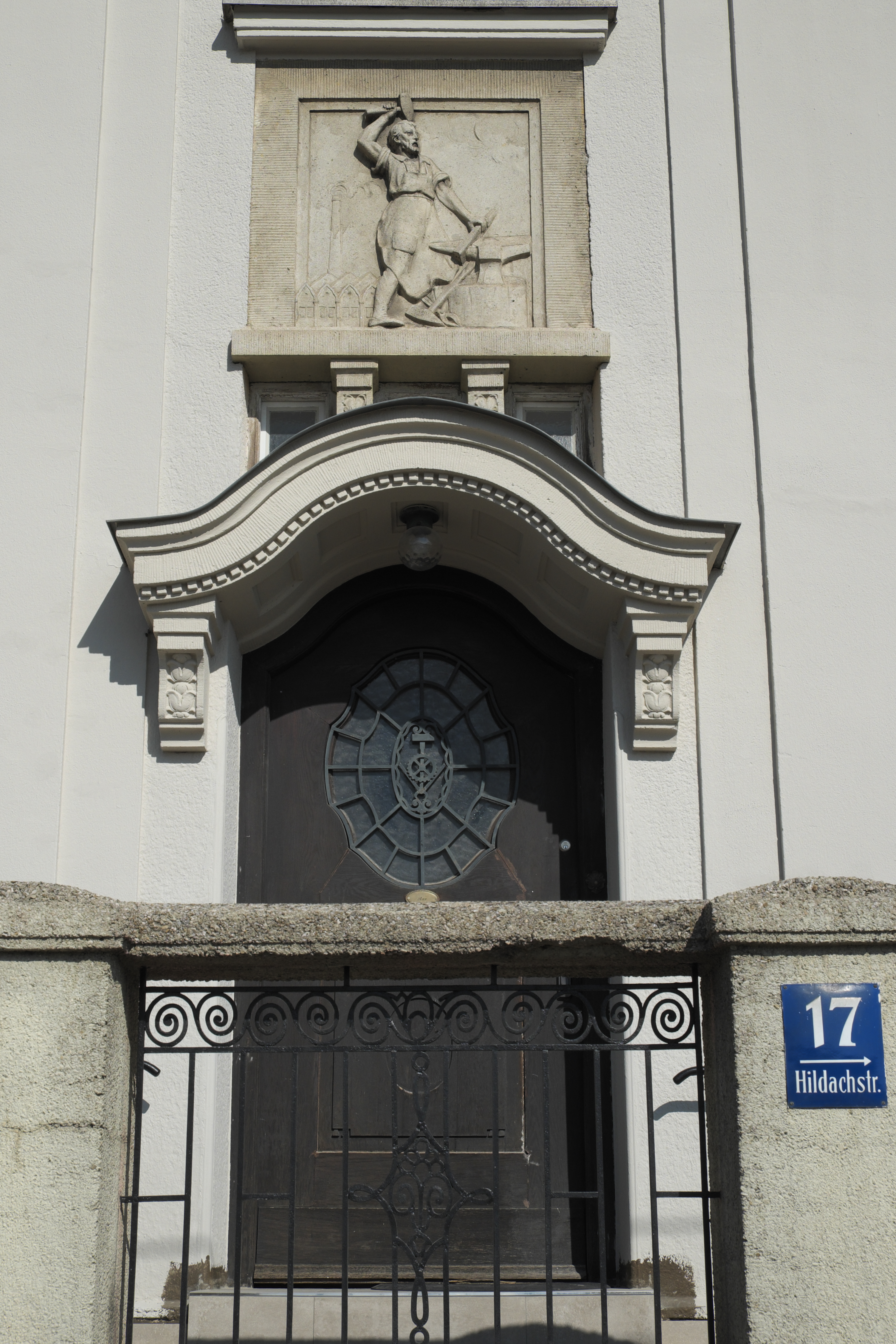
Eingang

Die Villa Hildachstraße 17 im Stadtteil Pasing der bayerischen Landeshauptstadt München wurde 1913/14 errichtet. Das ehemalige Wohn- und Bürohaus ist ein geschütztes Baudenkmal.

## Geschichte
Die Villa gehörte zum Komplex der Eggenfabrik Fischer und Steffan, von der nur noch eine Halle erhalten ist. Ursprünglich befanden sich im Erdgeschoss die Büros des Betriebs und darüber die Wohnung des Fabrikbesitzers.

## Beschreibung
Das neuklassizistische Gebäude wurde von den Gebrüdern Ott errichtet. Der Walmdachbau mit einer flachen Lisenengliederung wird heute als Mehrfamilienhaus genutzt. Über der Tür ist ein Relief mit einem Schmied, der an einem Amboss arbeitet, angebracht. Links unten ist eine Fabrikhalle zu sehen.